# Brasil-Espanha em futebol
A rivalidade entre Brasil–Espanha no futebol é uma rivalidade desportiva entre as seleções nacionais de futebol do Brasil e da Espanha.

## Principais jogos
- O primeiro jogo entre a Seleção Canarinho e La Furia ocorreu na Copa do Mundo de 1934. O sorteio determinou o confronto de ambos selecionados ainda na estreia. Naquela Copa, Não havia fase de grupos, sendo que todos os jogos eram eliminatórios. Assim Brasil e Espanha jogariam na 1ª fase, oitavas de final, e o vencedor avançaria às quartas-de-final, enquanto o perdedor estaria prematuramente eliminado. Assim ambos selecionados estrearam em Gênova, no dia 27 de maio. o Brasil, que vivia um momento conturbado entre seus dirigentes, pois havia uma contenda entre os cartolas paulistas e os cariocas, acabou levando uma seleção eminentemente formada por jogadores que atuavam no Rio de Janeiro, desfalcada de quase todos seus titulares que atuavam no Futebol Paulista. O resultado foi que o primeiro tempo acabou com 3 a 0 para a Espanha de Ricardo Zamora. No 2º tempo, Leônidas da Silva descontou pro Brasil, 3 a 1, e a Seleção Tupiniquim começou a pressionar os europeus. Na sequência, o Diamante Negro faria o segundo gol brasileiro, mas o espanhol Jacinto Quincoces desviou a bola com a mão dentro da área. O juiz alemão Alfred Birlem não marcou o pênalti pro Brasil[1]. A Seleção Brasileira não conseguiu reagir após isso e o jogo acabou 3 a 1 para Espanha classificada.
- O segundo clássico entre Brasil e Espanha ocorreu na fase final da Copa do Mundo de 1950. Não havia final naquele torneio, mas um quadrangular final, onde todos quatro selecionados classificados se confrontavam em turno único, sendo o campeão mundial o que somasse mais pontos ao final. O Brasil humilhou a Suécia com um 7 a 1 na primeira rodada, enquanto a Espanha ficou em um empate dramático com o Uruguai, por 2 a 2. Jogando no Maracanã, em 13 de julho, o Brasil destruiu a forte Espanha: terminou o primeiro tempo com 3 a 0, e chegou a estar ganhando por 6 a 0. A torcida brasileira, ironicamente, começou a cantar em coro a marchinha carnavalesca Touradas em Madrid. O jogo terminou 6 a 1, com a eliminação de Espanha e Suécia da disputa do Título. O Brasil de Zizinho, Bauer e Ademir de Menezes precisaria de apenas um empate na última rodada para ser campeão mundial. porém, as duas goleadas acabaram tendo um efeito imprevisto e fatal naquela seleção: um clima de "já ganhou" e festa, principalmente por parte da torcida e dos cartolas e políticos que influenciaram muito negativamente a preparação da Seleção para final contra o Uruguai. O Brasil acabou perdendo a final e ficando com o vice.
- O terceiro confronto entre A Seleção e La Furia ocorreu novamente em um a Copa do Mundo, agora na de 1962. Ambos selecionados caíram no mesmo grupo e se encontrariam na última rodada. Eram, a princípio, as favoritas à classificação, mas a forte Espanha perdeu para Tchecoslováquia, enquanto o Brasil, desfalcado de Pelé, só empatara contra o mesmo rival. Agora ambos disputavam diretamente uma única vaga. Ao Brasil bastava o empate. À Espanha, era necessário vencer. La Furia de Gento e Puskas fez 1 a 0 no 1º tempo. Nílton Santos cometeu então um penalti, quase sobre a linha da grande área, mas se movimentou para fora dela, enganando ao juiz, que se equivocou sobre o local da infração e marcou apenas falta. O Brasil, no segundo tempo, acabou empatando e virando com dois gols de Amarildo, "o possesso", vencendo o jogo por 2 a 1, e eliminando a Espanha da Copa. Didi, que acabara de ter uma passagem curta e mal sucedida no Real Madrid, culpando Di Stéfano e Puskas, que o boicotaram, sentiu-se vingado ao ver a seleção de ambos eliminado por seu time. O Brasil acabou campeão mundial.
- O quarto confronto entre brasileiros e espanhóis ocorreu na Copa do Mundo de 1978. Ambos novamente caíram no mesmo grupo da 1ª fase. Na primeira rodada o Brasil empatou com a Suécia, enquanto a Espanha perdeu para a Áustria. Se a Espanha perdesse, estaria eliminada. Mas o jogo em 7 de junho acabou ficando em um empate sem gols, 0 a 0, muito graças ao zagueiro Amaral, do Brasil, que tirou em cima da linha do gol, uma bola chutada pelo ataque espanhol.
- O sexto confronto entre ambos, ocorreu pela Copa do Mundo de 1986, novamente pela fase de grupos, agora na estreia. O Brasil de Sócrates e Careca venceu por 1 a 0, porém a Espanha de Emilio Butragueño foi prejudicada pela arbitragem que não deu gol em um lance onde a bola ultrapassou totalmente a linha e saiu.
- Brasil e Espanha fizeram, pela primeira vez, a final de uma competição, decidindo a Copa das Confederações de 2013. La Furia, atual bicampeã da Eurocopa e atual campeã mundial, com seu futebol baseado no domínio amplo da posse de bola, e liderados por Andrés Iniesta, Gerard Piqué e Xavi Hernández, era franca favorita ao título, diante de um Brasil de futebol irregular e time em formação nos últimos anos. No entanto, a Seleção Canarinho, apoiada pela torcida brasileira que lotou o Maracanã dominou o jogo desde o princípio, com Fred fazendo 1 a 0 para os anfitriões ainda no começo da partida. A Espanha não conseguiu impor seu jogo de toques de bola seguidos diante da forte marcação brasileira, e ainda viu David Luiz tirar em cima da linha do gol um chute certeiro do ataque espanhol. O Brasil chegou a 2 a 0 ainda no 1º tempo, com Neymar. No começo do 2º tempo, Fred marcou 3 a 0 para o Brasil. A Espanha ainda teve um penalti a favor, mas Sergio Ramos desperdiçou a cobrança. No final, Brasil 3 a 0, campeão pela quarta vez da Copa das Confederações.

### Históricos
| Data                   | Local                   | Jogo             | Resultado | Competição                                   |
| ---------------------- | ----------------------- | ---------------- | --------- | -------------------------------------------- |
| 27 de maio de 1934     | Génova Itália           | Espanha – Brasil | 3–1       | Copa do Mundo de 1934                        |
| 13 de julho de 1950    | Rio de Janeiro Brasil   | Brasil – Espanha | 6–1       | Copa do Mundo de 1950                        |
| 6 de junho de 1962     | Viña del Mar Chile      | Brasil – Espanha | 2–1       | Copa do Mundo de 1962                        |
| 7 de junho de 1978     | Mar del Plata Argentina | Brasil – Espanha | 0-0       | Copa do Mundo de 1978                        |
| 8 de julho de 1981     | Salvador Brasil         | Brasil – Espanha | 1–0       | Jogo amigável                                |
| 1 de junho de 1986     | Guadalajara México      | Brasil – Espanha | 1–0       | Copa do Mundo de 1986                        |
| 12 de setembro de 1990 | Gijón Espanha           | Espanha – Brasil | 3–0       | Jogo amigável                                |
| 13 de novembro de 1999 | Vigo Espanha            | Espanha – Brasil | 0–0       | Jogo amigável                                |
| 30 de junho de 2013    | Rio de Janeiro Brasil   | Brasil – Espanha | 3–0       | Final da Copa das Confederações FIFA de 2013 |
| 26 de março de 2024    | Madrid Espanha          | Espanha – Brasil | 3–3       | Jogo amigável                                |

## Estatísticas
Até 26 de março de 2024
| Casa | Fora | Total | Brasil - Espanha | Total | Fora | Casa |
| ---- | ---- | ----- | ---------------- | ----- | ---- | ---- |
| 5    | 5    | 10    | Jogos            | 10    | 5    | 5    |
| 4    | 1    | 5     | Vitórias         | 2     | 1    | 1    |
| 1    | 2    | 3     | Empates          | 3     | 1    | 2    |
| 0    | 2    | 2     | Derrotas         | 5     | 4    | 1    |
| 12   | 5    | 17    | Golos marcados   | 11    | 2    | 9    |
| 2    | 9    | 11    | Golos sofridos   | 17    | 12   | 5    |